# كارلوس فينتورا
كارلوس إدواردو فينتورا سوريانو (وُلد في 27 أغسطس 1997) هو لاعب كرة قدم محترف من جمهورية الدومينيكان، يشغل مركز الجناح الأيمن في نادي النصر الكويتي ومنتخب جمهورية الدومينيكان.

## النشأة
وُلد فينتورا في عام 1997 في جمهورية الدومينيكان. وانتقل إلى إسبانيا في سن السابعة.

## المسيرة
بدأ فينتورا مسيرته مع نادي مونتيسينوس الإسباني، وساهم في صعود الفريق إلى دوري أعلى. وفي عام 2023، وقّع مع نادي سيباو في جمهورية الدومينيكان، وساعد الفريق على الفوز بالدوري.

## طريقة اللعب
يلعب فينتورا بشكل أساسي كمهاجم، ويُعرف بسرعته الكبيرة.

## روابط خارجية
- كارلوس فينتورا على فرق كرة القدم الوطنية.كوم
- كارلوس فينتورا  على سكروي
- Carlos Ventura at ceroacero.es
- Carlos Ventura at 365scores.com
- Carlos Ventura at eurosport.com
- Carlos Ventura at soccerwiki.org
- كارلوس فينتورا في FBref.com
- Carlos Ventura at sofascore.com
- https://www.ligadominicanadefutbol.com/player/carlos-ventura/